# Чернецкое (Сумский район)
Чернецкое (укр. Чернецьке) — село,
Косовщинский сельский совет,
Сумский район,
Сумская область,
Украина.
Код КОАТУУ — 5924783807. Население по переписи 2001 года составляло 23 человека
(22 человека, 28 домовладений — состояние на 2008 год).

## Географическое положение
Село Чернецкое находится на левом берегу реки Дальняя (Малая) Ильма (правый приток реки Сумка),
выше по течению на расстоянии в 3,5 км расположено село Великие Вильмы,
ниже по течению на расстоянии в 1,5 км расположено село Солидарное.

## История
- Известно по крайней мере с начала 1800-х гг. как казённый хутор Чернецкий. Со временем с Чернецким слились близлежащие хутора — Кривомазов, Долгополов и Пушкаревский 1-й.
- В 1864 году хутор насчитывал 17 дворов и 113 жителей.
- В 1930—40 гг. хутор носил название Чернецкие Ильмы, и в это время в нём проживало 43 чел.
- В 1928—1934 гг. в хуторе Чернецком работала сельскохозяйственная артель (колхоз) «Советское село».
- В 1945 г. Указом Президиума ВС УССР хутор Чернецкие Ильмы переименован в Чернецкий[3].